# Гортон, Слейд
Слейд Гортон (англ. Slade Gorton), полное имя Томас Слейд Гортон 3-й (англ. Thomas Slade Gorton III; 8 января 1928, Чикаго, Иллинойс — 19 августа 2020, Клайд-Хилл, штат Вашингтон) — американский юрист и политик, сенатор США от штата Вашингтон (1981—1987 и 1989—2001), генеральный прокурор штата Вашингтон (1969—1981).

## Биография
Слейд Гортон родился 8 января 1928 года в Чикаго (штат Иллинойс) в семье Томаса Слейда Гортона-младшего (Thomas Slade Gorton Jr.) и Рут Исраэл Гортон (Ruth Israel Gorton). Их семья жила в Эванстоне. В 1945 году Слейд Гортон окончил школу и начал учиться в Дартмутском колледже, расположенном в Хановере (штат Нью-Гэмпшир). В апреле 1946 года Гортон был призван в армию, где служил меньше года. Продолжив обучение в Дартмутском колледже, он окончил его с отличием в 1950 году и получил степень бакалавра.
После этого Гортон вернулся в Иллинойс и начал учиться в школе права Северо-Западного университета, но затем перевёлся в школу права Колумбийского университета в Нью-Йорке, которую он окончил в 1953 году. Летом 1953 года Гортон переехал в Сиэтл (штат Вашингтон), намереваясь получить разрешение на адвокатскую практику, но вскоре был опять призван на военную службу. До 1956 года он служил в военно-воздушных силах, а затем вернулся в Сиэтл, где был принят на работу в юридическую фирму Grosscup, Ambler, Stephan & Miller.
В 1958 году Гортон был избран членом Палаты представителей штата Вашингтон, в которой, переизбираясь каждые два года, он работал в течение 10 лет, с 1959 по 1969 год. В 1967—1969 годах он был лидером большинства Палаты представителей. В 1968 году Гортон победил на выборах генерального прокурора штата Вашингтон, вступив в должность в январе 1969 года. Впоследствии он успешно переизбирался на этот пост в 1972 и 1976 годах, проработав генеральным прокурором штата до начала 1981 года.
В ноябре 1980 года Слейд Гортон участвовал в выборах сенатора США от штата Вашингтон, на которых ему удалось победить действующего сенатора-демократа Уоррена Магнусона (Гортон набрал 54,17 % голосов, а Магнусон — 45,83 %). Срок работы в качестве сенатора начался в январе 1981 года. Однако на следующих выборах, состоявшихся в ноябре 1986 года, Гортон уступил кандидату от демократической партии Броку Адамсу (Гортон набрал 48,67 % голосов, а Адамс — 50,66 %).
Через два года, когда другой сенатор от штата Вашингтон, Дэниел Эванс, объявил, что он не будет выставлять свою кандидатуру на очередных выборах, Гортон принял решение опять побороться за пост сенатора. На выборах, состоявшихся в ноябре 1988 года, Гортон победил кандидата от демократической партии Майка Лоури, который на тот момент был членом Палаты представителей США (Гортон набрал 51,09 % голосов, а Лоури — 48,91 %). Через шесть лет, в 1994 году, Гортон был успешно переизбран на пост сенатора, а на следующих выборах, состоявшихся в ноябре 2000 года, он в упорнейшей борьбе уступил кандидату-демократу Марии Кантуэлл (Гортон набрал 48,64 % голосов, а Кантуэлл — 48,73 %).
За время работы в Сенате США Гортон принимал активное участие в работе ряда подкомитетов. В частности, он был председателем подкомитета по внутренним ассигнованиям (1995—2001), подкомитета по делам потребителей (1995—1999) и подкомитета по авиации (1999—2000).
После окончания сенаторских полномочий Гортон жил в Сиэтле. В 2003—2004 годах он участвовал в работе Национальной комиссии по террористическим атакам против Соединённых Штатов. 
Слейд Гортон скончался 19 августа 2020 года в Клайд-Хилле (округ Кинг, штат Вашингтон).